# Durio exarillatus
Durio exarillatus là một loài thực vật có hoa trong họ Cẩm quỳ. Loài này được (Robyns) ined. mô tả khoa học đầu tiên.